# Calyptomyrmex rennefer
Calyptomyrmex rennefer är en myrart som beskrevs av Bolton 1981. Calyptomyrmex rennefer ingår i släktet Calyptomyrmex och familjen myror. Inga underarter finns listade.